# Islägg

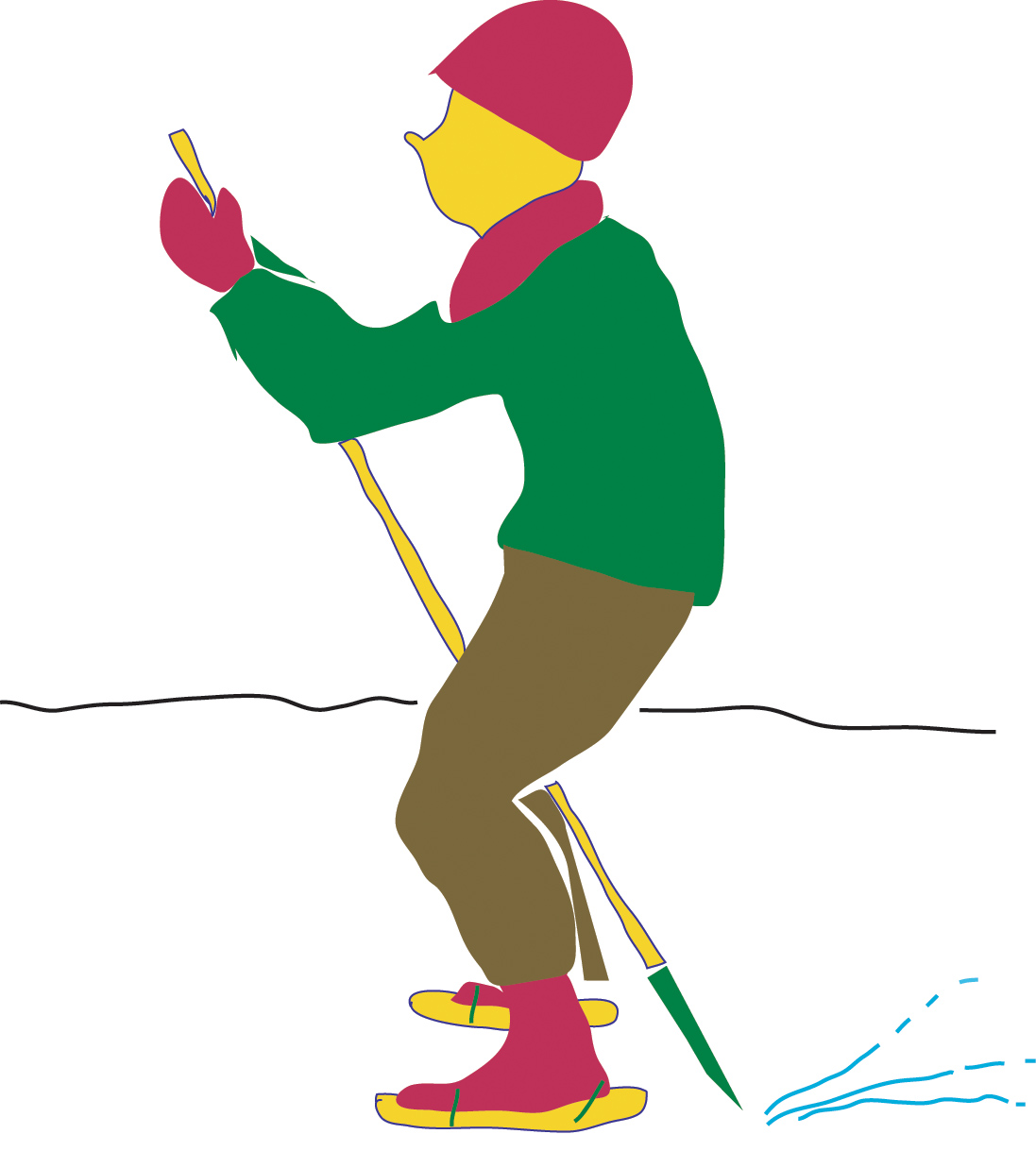
Pojke på isläggar och med pik.

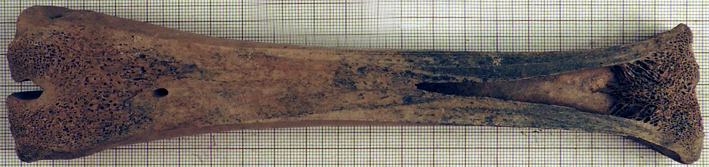
Islägg från Birka. Nötkreatur, metatarsus III-IV. Längd 211 mm. Åkytan helt nedsliten. Äldre vikingatid.

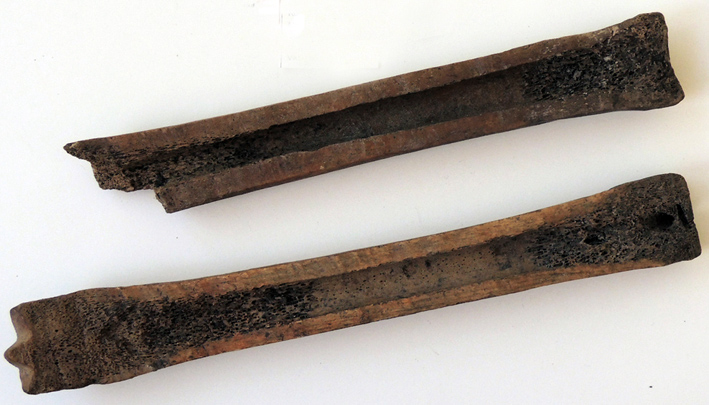
Isläggspar från Sigtuna. Hästben, metatarsus III, längd 260 resp. 231 mm. Avskalade ner till märghålan. 1100-talets andra hälft.

Islägg är en beteckning för djurben som i äldre tider använts av människor att åka på vid islekar och isfärder. Isläggar har ibland populärt kallats ”benskridskor”.
Isläggar är kända från många platser i Europa både som fynd från förhistorien (arkeologiska belägg) och i folklig tradition (etnologiska belägg). Själva ordet islägg är äldst belagt i nordiskt språk på 1200-talet.
Efterleden ”-lägg” är samma ord som i ”fläsklägg”, jämför engelska ”leg”. Något språkligt samband med det snarlika ordet ”lagg” som i ”laggkärl” eller ”klämma lagg” = åka skidor, finns inte. 

## Sverige
I Sverige har fynd av isläggar uppmärksammats av arkeologer sedan mitten på 1800-talet. Speciellt kan nämnas att Hjalmar Stolpe vid sina Birkaundersökningar påträffade ett stort antal isläggar.  Han kände då till att det fanns etnologiska paralleller från bland annat Gotland och Småland och tvekade inte om isläggarnas funktion.
Några forskare i början på 1900-talet var skeptiska till att det verkligen gått att åka på isläggar och föreslog att föremålen varit till för något annat ändamål. Detta föranledde Gösta Berg, chef för Nordiska museet, att i en artikel övertygande visa att det finns en lång rad helt säkra 1800-talsuppgifter från olika håll på Sveriges landsbygd om att man åkte islägg, och hur det gick till.
För övrigt handlar nästan alla folklivsuppgifter från 1800-talet som rör isläggar om att de använts vid barns och ungdomars lekar. Så sent som på 1930-talet åkte pojkar och flickor från den estlandssvenska befolkningen på Rågöarna islägg. Uppgifter om användning vid vinterfiske och liknande finns också, men sparsamt.
De isläggar som är kända i svensk sentida tradition har varit gjorda av ben av nötkreatur eller häst. Några har varit noga bearbetade och försedda med borrhål för fastsnörning på fötterna. Men ibland har man åkt på isläggarna utan att göra fast dem alls utan de har varit helt lösa. På isläggar har man aldrig kunnat ta några skär, som på skridskor med järnmedar. Åkaren har stått stilla på isläggarna och skjutit fart med en pik eller stav, som stötts i isen, mellan fötterna. 
Den största vetenskapliga studien av arkeologiskt påträffade isläggar i Sverige behandlar fynden från Birka och Sigtuna, sammanlagt nära 700 exemplar. De två platserna, som ligger nära varandra vid Mälaren, ansluter kronologiskt: Birkas kulturlager dateras till ca 750–980 e.Kr. och Sigtunas till ca 980–1300 e.Kr.  Birkas isläggar var till 79 % av ben från nötkreatur, främst mellanhandsben (betecknas osteologiskt som mc III-IV) och mellanfotsben (mt III-IV). Övriga, 21 %, var av motsvarande ben av häst, mellanhandsben (mc III) och mellanfotsben (mt III).  I Sigtuna övervägde däremot hästbenen. De var 60 % av fynden, medan ben av nöt var 40 %. På båda platserna fanns dessutom enstaka isläggar av fårben.
Birkas isläggar var i genomsnitt ca 20 cm långa och Sigtunas 22 cm. Skillnaden berodde på att det fanns fler hästben, som är längre än ben av nöt, i Sigtuna. Birkas isläggar är i regel inte speciellt bearbetade och har mycket sällan något slags borrhål. Merparten av Sigtunas isläggar av häst har däremot fotsidan avskalad för att få till stånd en jämn yta, något som inte alls förekommer i Birka.  Majoriteten av Sigtunas isläggar av häst har också någon form av borrhål. I studien tolkas isläggarna som spår av lek och sport, i Birka för yngre barn. I Sigtuna, där de längre hästbenen fanns tillgängliga, också för äldre barn, tonåringar och kanske också vuxna.  
Till skillnad från nötkött stod hästkött inte på matsedeln vare sig i Birka eller Sigtuna och hästben användes heller inte i hantverket. Mellanhands- och mellanfotsben av häst måste därför ha införts från landsbygden, enbart för att bli råmaterial för isläggar, vilket kan tolkas som förhållandet mellan stad och land var tätare i Sigtuna.
Nära släkt med isläggar som företeelse är kälkmedar av ben, som i svenska etnologiska källor är kända från Gotland. Inga sådana benmedar fanns i fyndmaterialet från Birka och Sigtuna.